# Медер, Хельмут
Хельмут Медер (нем. Hellmuth Mäder; 5 июля 1908 — 12 мая 1984 год) — немецкий офицер во Второй мировой войне (с января 1945 — генерал-майор). Кавалер Рыцарского креста с Дубовыми листьями и Мечами.

## Начало карьеры
Поступил на военную службу в 1936 году. В 1938 году получил звание лейтенанта, служил в 34-й пехотной дивизии.

## Вторая мировая война
Участвовал во Французской кампании, командир роты, старший лейтенант. Награждён Железным крестом 2-й степени.
С декабря 1940 года — командир батальона (в 297-й пехотной дивизии), капитан.
Участвовал во вторжении в СССР, в августе 1941 года за бои на Украине награждён Железным крестом 1-й степени.
За бои в районе Харькова в апреле 1942 года награждён Рыцарским крестом. С июля 1942 года — командир полка, майор. Бои на Дону, затем под Сталинградом. Произведён в звание подполковника. В январе 1943 года в боях в Сталинградском котле был тяжело ранен, эвакуирован в Германию. После лечения в госпитале — в командном резерве.
С января 1944 года — командир бригады «Нарва» (Eingreifbrigade Narwa), полковник. Вновь тяжёло ранен, затем назначен командиром курсантской бригады «Север» (Heeresgruppen-Waffenschule Nord) в Шяуляе (Литва), узловом пункте между Ригой и Кёнигсбергом. За оборону Шауляя в августе 1944 года был награждён Дубовыми листьями к Рыцарскому кресту.
Командующий полка Медера, сформированного из литовских коллаборационистов.
В ноябре 1944 года полковник Медер командовал 7-й танковой дивизией в Мемеле (дивизия была эвакуирована в Германию).
С декабря 1944 года Мёдер командовал бригадой «Фюрер», в Арденнском наступлении. В январе 1945 года бригада была развёрнута в гренадерскую дивизию «Фюрер», Медер произведён в звание генерал-майор. 18 апреля 1945 года был награждён Мечами (№ 143) к Рыцарскому кресту с Дубовыми листьями.
8 мая 1945 года генерал-майор Медер сдался американским войскам в Австрии, но был передан в советский плен.

## После войны
В 1955 году Медер был отпущен из советского плена.
В 1956 году поступил на службу в бундесвер, был назначен начальником пехотного училища в звании бригадного генерала. В 1960-68 годах — начальник управления в штабе сухопутных сил бундесвера, произведён в генерал-лейтенанты. В 1968 году — в отставке (по возрасту).